# Počedělice
Počedělice  (en allemand : Podschedlitz) est une commune du district de Louny, dans la région d'Ústí nad Labem, en République tchèque. Sa population s'élevait à 310 habitants en 2021.

## Géographie
Počedělice se trouve sur la rive gauche de l'Ohre, un affluent de l'Elbe, à 7 km au nord-est de Louny, à 35 km au sud-ouest d'Ústí nad Labem et à 52 km au nord-ouest de Prague.
La commune est limitée par Chožov et Koštice au nord, par Peruc à l'est et au sud, par Slavětín et Obora au sud, et par Vršovice à l'ouest.

## Histoire
La première mention historique du village date de 1219.

## Patrimoine
Patrimoine religieux

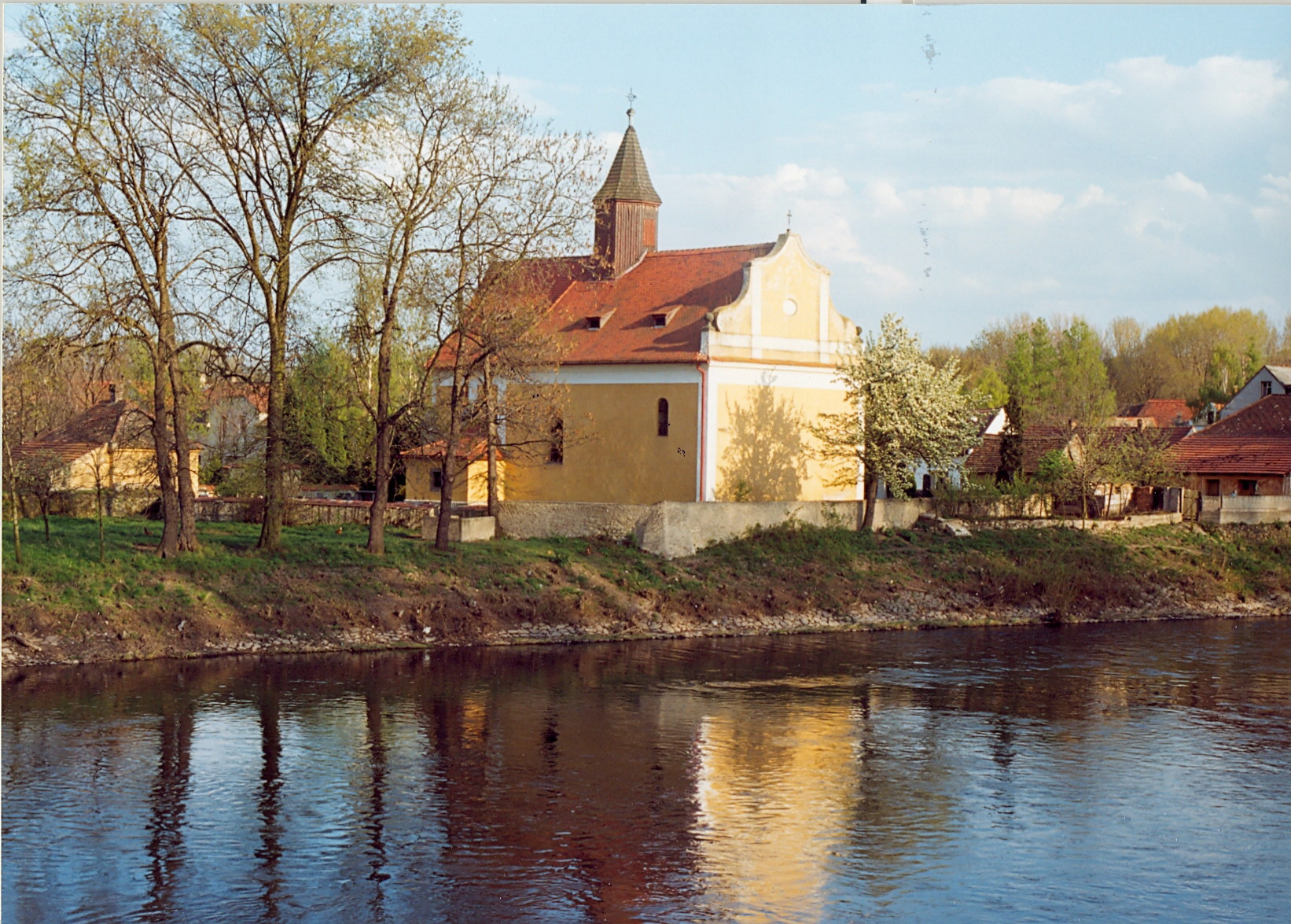
Počedělice : église Saint-Gall.
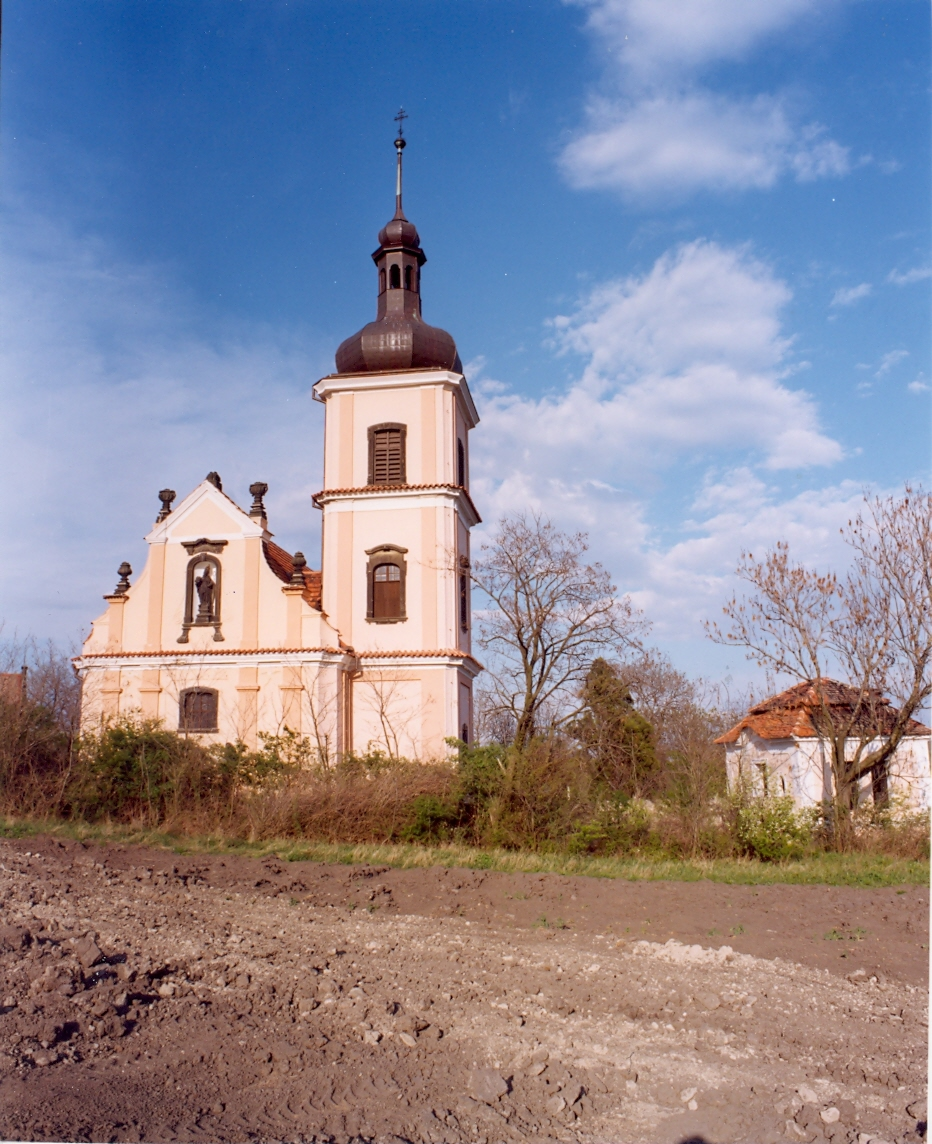
Église d'Orasice.
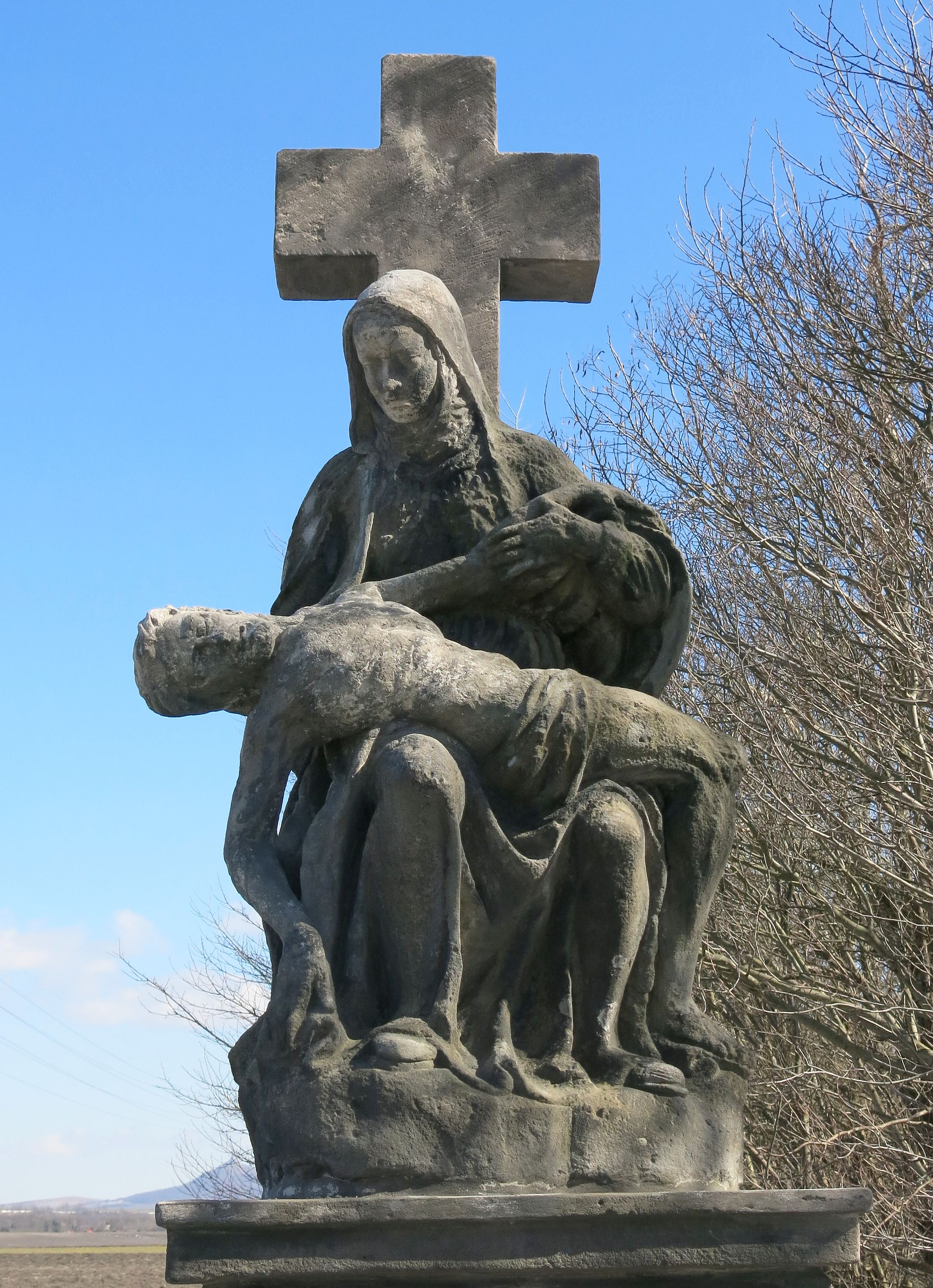
Pietà sur la route d'Orasice.

## Administration
La commune se compose de trois quartiers :
- Orasice
- Počedělice
- Volenice

## Transports
Par la route, Počedělice se trouve à 8 km de Louny, à 63 km d'Ústí nad Labem et à 54 km de Prague.